# Olstorp
Olstorp är en tidigare tätort i Lerums kommun i Västergötland Orten räknas sedan 2015 som en del av tätorten Gråbo.

## Befolkningsutveckling
| Befolkningsutvecklingen i Olstorp 1980–2010      | Befolkningsutvecklingen i Olstorp 1980–2010 | Befolkningsutvecklingen i Olstorp 1980–2010 | Befolkningsutvecklingen i Olstorp 1980–2010 | Befolkningsutvecklingen i Olstorp 1980–2010 |
| ------------------------------------------------ | ------------------------------------------- | ------------------------------------------- | ------------------------------------------- | ------------------------------------------- |
|                                                  |                                             |                                             |                                             |                                             |
| År                                               |                                             |                                             | Folkmängd                                   | Areal (ha)                                  |
| 1980                                             | 1980                                        |                                             | 264                                         |                                             |
| 1990                                             | 1990                                        |                                             | 321                                         | 52                                          |
| 1995                                             | 1995                                        |                                             | 732                                         | 153                                         |
| 2000                                             | 2000                                        |                                             | 875                                         | 158                                         |
| 2005                                             | 2005                                        |                                             | 1 017                                       | 160                                         |
| 2010                                             | 2010                                        |                                             | 1 281                                       | 165                                         |
| Anm.: Ny tätort 1980. Sammanvuxen med Gråbo 2015 |                                             |                                             |                                             |                                             |